# Christo Stanischew

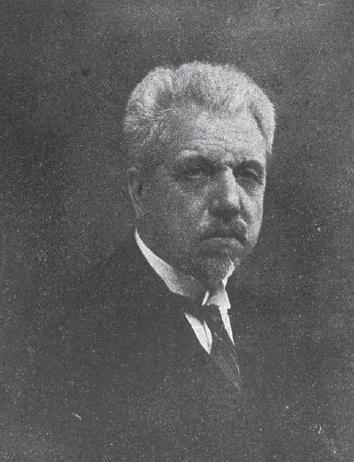
Christo Stanischew

Christo Arapnakow Stanischew (bulgarisch Христо Арапнаков Станишев; * 24. Dezember 1863 in Kilkis, heute Griechenland; †  1952 in Sofia in Bulgarien) war ein bulgarischer Ingenieur, Revolutionär, Freiheitskämpfer, Politiker des „Obersten Makedonien-Adrianopel Komitees“ (kurz OMOK, bulg. Върховния македоно-одрински комитет) und zwischen Juli 1897 und Mai 1899 sein Anführer. Er war Mitglied des Makedonischen Wissenschaftlichen Instituts in Sofia.
Am 29. Januar 1895 gründeten makedonische und thrakische Bulgaren auf Initiative von Stanischew in der Hafenstadt Burgas die Flüchtlingsorganisation Pirin Planina.

## Bibliographie
- История на строежите и съобщенията в България от Освобождението до края на 1939 г.